# Adetus irregularis
Adetus irregularis är en skalbaggsart som först beskrevs av Stefan von Breuning 1939.  Adetus irregularis ingår i släktet Adetus och familjen långhorningar. Inga underarter finns listade i Catalogue of Life.